# Ján Kršák
Ján Kršák (Krssak) (15. srpna 1844, Tvrdošín - 7. června 1919, Lutila) byl slovenský spisovatel a překladatel. Pseudonym: Ján Slavoľub Kršák, J.Sl.Vavřinec, Rudzan.

## Rodina
- Otec: Ján Kršák
- Matka: Ilona rod. Pacáková

## Životopis
Teologii studoval v Banské Bystrici, pro národnostní přesvědčení musel seminář na čas opustit, roku 1867 byl vysvěcen na kněze. V letech 1867–1876 pracoval jako studijní prefekt a profesor bohosloví v semináři v Banské Bystrici, 1877–1891 farář v Rudnu nad Hronom, od roku 1891 byl farářem, od roku 1896 děkan v Lutile, od roku 1899 byl Tekovským arcijáhnem a okresním školním inspektorem.
K básnické tvorbě ho podněcoval Andrej Sládkovič. S Jánem Levoslav Bellem a Andrejem Černianským připravil sborník veršů pro mládež Jarnie kvety, který vydal sebevzdělávací kroužek bohoslovců. V sborníku uveřejnil 26 básní přírodní a vlastivědné lyriky, poznamenaných idylickostí a patosem. Verše uveřejňoval i v časopisech Zornička a Vydrove besiedky. Je autorem přes 50 článků s výchovnou, mravoučnou a náboženskou tematikou. Překládal z němčiny. Člen literární družiny SSV v Trnavě, zakládající člen gymnázia v Kláštore pod Znievom.

## Dílo
- Jarnie kvety, Skalica, 1863 (spoluautor)
- Hodina poklony za blahobyt našej vlasti, Banská Bystrica, 1915